# トミーズのはらぺこキッチン 極
『トミーズのはらぺこキッチン 極』（トミーズのはらぺこキッチン きわみ）は、関西テレビの製作により、フジテレビ系列局ほかで放送された料理バラエティ番組である。製作局の関西テレビでは2008年4月12日から2010年3月27日まで、関西電力の一社提供で放送。字幕放送実施。新聞のテレビ欄では「はらぺこ極」と表記されていた。

## 概要
深夜番組時代も含めて10年以上放送されていた『トミーズのはらぺこ亭』の後継番組で、同番組から引き続きトミーズの2人となるみが出演していた。毎回料理人がゲストからリクエストされた料理を作るという点は『はらぺこ亭』時代と同じであるが、本番組では各回のテーマに沿った「極食材」を使って作るという点に特色があった。食材入手の模様は、毎回VTRで放送されていた。
番組は『はらぺこ亭』時代からの通算で13年間続いたが、2010年3月27日放送分をもって終了することが同年3月10日に行われた関西テレビの改編会見で明らかになった。最終回では、『はらぺこ亭』時代も含めての名場面・珍場面の総集編を放送。当該回のラストでは、『はらぺこ亭』でナレーターを務めていた青野敏行と本番組になってからのナレーターであるウーウェイよしたか（スマイル）がトミーズとなるみの3人に花束を贈呈し、シリーズは13年間の歴史に幕を下ろした。後継番組は、トミーズの後輩である雨上がり決死隊がメインを務める『雨上がり食楽部』。

## 内容
『はらぺこ亭』時代と同様に、関西に店を持つ「極料理人」がスタジオでゲストからリクエストされた料理を作り、彼らをもてなしていた。ただし、本番組では各回のテーマに沿った「極食材」を使って調理していた。この他、特別版として「極メニュー」を披露することもあった。
なお、レギュラー出演者のうち、トミーズ健だけは料理を食べることができなかったが、本番組の最終回になってようやく健に尾崎牛を使ったステーキ丼が振舞われた。

### その他の企画
「極」スイーツ
トミーズ健が、日本各地からの選りすぐりのスイーツを洋菓子・和菓子を問わずに紹介する企画。2009年9月26日放送分まで実施。
ゲストのごちそうさま
「極料理」を堪能したゲストがトミーズとなるみにお返しをする企画。2009年10月3日放送分から実施。お返しの内容は、ゲスト本人も料理を作るというのが多かった。レシピは一部を除き、関西テレビ公式サイト内のレシピ×レシピで公開されている（番組が終了した現在でも閲覧可能）。それ以外では、秋吉久美子がおすすめのスイーツを持参、辺見えみりがなるみにアロママッサージ、オードリーがそれぞれ漫才を披露するなどがあった。

## レギュラー出演者

### オーナーシェフ
- トミーズ雅（トミーズ）

### シェフ
- トミーズ健（トミーズ）
- なるみ

## ナレーター
- ウーイェイよしたか（スマイル）

## スタッフ

### 番組終了時のスタッフ
- 構成：本多正識
- ブレーン：北村りん、船井香緒里、中村志保
- 技術：ウエストワン
- 美術：岸村信治（すくらんぶる）
- メイク：ビーム
- VTR編集：小寺崇弘
- MA・SE：田口雅敏（戯音工房）
- CG：菊田考徳
- 広報：原澄子（KTV）
- 取材ディレクター：玉谷章・小八木敬三（レジスタx1）
- ディレクター：溝上正造・武市暢（メディアプルポ）
- プロデューサー：金谷卓也（KTV）、西川ゆたか（よしもとクリエイティブ・エージェンシー）、伊東宏明（メディアプルポ）
- 協力：大和学園 京都調理師専門学校、ワイズトラスト、CIEL
- 制作協力：吉本興業、メディアプルポ
- 制作著作：関西テレビ

### 途中まで参加していたスタッフ
- プロデューサー：増田幸一郎（メディアプルポ）
- ディレクター：藤原慎平（メディアプルポ）
- VTR編集：冨山政義

## 放送局
| 放送対象地域   | 放送局           | 系列           | 放送日時           | 備考       |
| -------------- | ---------------- | -------------- | ------------------ | ---------- |
| 近畿広域圏     | 関西テレビ       | フジテレビ系列 | 土曜 18:30 - 19:00 | 製作局     |
| 島根県・鳥取県 | 山陰中央テレビ   | フジテレビ系列 | 土曜 10:30 - 11:00 | 遅れネット |
| 石川県         | 石川テレビ       | フジテレビ系列 | 土曜 16:00 - 16:30 | 遅れネット |
| 鹿児島県       | 鹿児島テレビ     | フジテレビ系列 | 金曜 09:55 - 10:25 | 遅れネット |
| 三重県         | 三重テレビ       | 独立UHF局      | 木曜 12:30 - 13:00 | 遅れネット |
| 山形県         | さくらんぼテレビ | フジテレビ系列 | 金曜 16:24 - 16:53 | 遅れネット |
| 大分県         | テレビ大分       | クロスネット局 | 金曜 09:55 - 10:25 | 遅れネット |

## 備考
関西テレビは土曜18時半からこの番組を放送していたため、フジテレビほかで18時半から放送される特別番組を19時からの短縮バージョンで放送することが多かった（『めちゃイケSP』を除く）。2009年10月10日放送の『もしもツアーズ箱根SP』は、テレビ情報誌などには18:30から放送と記されていたが、関西テレビでは19時からの短縮バージョンになった。